# Machilus glaucifolia
Machilus glaucifolia är en lagerväxtart som beskrevs av S. K. Lee & F. N. Wei. Machilus glaucifolia ingår i släktet Machilus och familjen lagerväxter. Inga underarter finns listade i Catalogue of Life.